# USNS Comfort (T-AH-20)
USNS Comfort (T-AH-20) — шпитальне судно класу Мерсі. Належить Військово-морським силам США, облуговується Командуванням морських перевезень. Відповідно до Женевських конвенцій, шпитальне судно не бере участі у бойових діях і не несе жодної наступальної зброї. Розстріл шпитального судна буде вважатися воєнним злочином, оскільки корабель несе зброю лише для самозахисту. USNS Comfort (T-AH-20) може взяти на борт до 1000 пацієнтів.

## Історія
Судно збудоване у 1976 році у Сан-Дієго (Каліфорнія) під назвою SS Rose City як нафтовий танкер класу Сан-Клемент. У 1987 році судно викупили ВМС США та переобладнали під шпитальне судно.
USNS Comfort (T-AH-20) брало участь в операції «Буря в пустелі» (1990—1991) та в Іракській війні (2003). Судно було задіяне у гуманітарних місіях у Карибському регіоні (Операція «Підтримка демократії», 1994), після нападу на Всесвітній торговий центр у Нью-Йорку (операція «Благородний орел», 2001), подолання наслідків ураганів «Катріна» (2005) і «Марія» (2017) та землетрусу на Гаїті (2010). З жовтня 2018 року виконує гуманітарну місію у Карибському морі у зв'язку з політичною та економічною кризою у Венесуелі.